# Fabio Wolkenstein
Fabio Wolkenstein (* 4. Juli 1987 in Wien) ist ein österreichischer Politikwissenschaftler und Assoziierter Professor für Politikwissenschaft an der Universität Wien.

## Publikationen
- Die dunkle Seite der Christdemokratie. Geschichte einer autoritären Versuchung. Verlag C. H. Beck, München 2022, ISBN 978-3-406-78240-4.